# 大坑 (红石村)
大坑是中国广东省广州市从化区的一个自然村。在太平镇东面约32千米，属红石村管辖。清朝建村。1998年时，全村人口82人。